# دمسيسة ملبدة
أمبروزية ملبدة (الاسم العلمي: Ambrosia pannosa) هي نوع من النباتات تتبع جنس الأمبروزية من الفصيلة النجمية.